# Hammer Sogn (Aalborg Kommune)
 For alternative betydninger, se Hammer Sogn. (Se også artikler, som begynder med Hammer Sogn)
Hammer Sogn er et sogn i Aalborg Nordre Provsti (Aalborg Stift).
I 1800-tallet var Hammer Sogn anneks til Horsens Sogn. Begge sogne hørte til Kær Herred i Aalborg Amt. Horsens-Hammer sognekommune blev ved kommunalreformen i 1970 indlemmet i Aalborg Kommune. 
I Hammer Sogn ligger Hammer Kirke.
I sognet findes følgende autoriserede stednavne:
- Birket (bebyggelse)
- Brødland (bebyggelse)
- Grindsted (bebyggelse, ejerlav)
- Grindsted Kær (bebyggelse)
- Hammer Bakker (bebyggelse)
- Kinderup (bebyggelse, ejerlav)
- Kinderup Mark (bebyggelse)
- Møgelmose (bebyggelse, ejerlav)
- Nordkær (bebyggelse)
- Stokbro Hede (bebyggelse)
- Søbakken (areal)
- Søhuse (bebyggelse)
- Sølgårde (bebyggelse)
- Torndal (bebyggelse)
- Vandsted (bebyggelse)
- Uggerhalne (bebyggelse)

## Historie
Hammer Sogn var hovedsogn for Horsens, Sulsted og Ajstrup sogne fra slutningen af 1600-tallet til 1760, hvor Sulsted-Ajstrup blev udskilt som selvstændigt pastorat.
Vodskov Kirke blev opført i 1909 som filialkirke til Hammer Kirke. I 1985 blev Vodskov Sogn udskilt fra Hammer Sogn. Ved samme ændring af sognegrænserne kom Kinderup, Kinderup Mark og Uggerhalne, der tidligere hørte til Horsens Sogn, til at høre til Hammer Sogn. Efter udskillelsen af Vodskov Sogn er Grindsted den største bymæssige bebyggelse i Hammer Sogn. 